# Парлапијано (Кјети)
Парлапијано (итал. Parlapiano) је насеље у Италији у округу Кјети, региону Абруцо.
Према процени из 2011. у насељу је живело 18 становника. Насеље се налази на надморској висини од 84 м.